# Putz (Familienname)
Putz ist ein deutschsprachiger Familienname.

## Herkunft und Deutung
Nach Hans Bahlow ist der Familienname Putz ein österreichisch/bayerischer Wohnstätten- oder Hofname zu dem entsprechenden Flurname. Dieser leitet sich vom mittelhochdeutschen putze/pfutze ab, was Pfütze, Kloake, Schmutz oder auch Brunnen, Zisterne bedeutet. Der Begriff ist ursprünglich lateinisch, wo puteus die Bezeichnung für einen Brunnen ist. Das erste bekannte Vorkommen des Namens in der Schreibweise Puhtz findet sich um 1388.

## Verbreitung
Der Familienname Putz wird in den deutschen und österreichischen Telefonregistern jeweils etwa 1600-mal erwähnt. In Deutschland kommt er hauptsächlich in Bayern vor. Dort finden sich etwa 50 % aller deutschen Telefonbucheintragungen.

## Verwandte Namensformen
Verwandte Varianten des Namens sind Putzer,  Putzgruber und Putzenlechner, die ebenfalls hauptsächlich in Bayern und Österreich vorkommen.

## Ähnlich klingender Nachname
Der ähnlich klingende Nachname Pütz, der auch in den Varianten Pützer und Pützmann auftritt, stammt ebenfalls von lateinisch puteus ab, hat aber seinen Ursprung und seine größte Verbreitung im Rheinland.

## Namensträger
- Alexander Putz, seit 1. Januar 2017 Oberbürgermeister von Landshut
- Andreas Putz (Offizier) (* 1956), österreichischer Offizier
- Barbara Putz-Plecko (* 1956), österreichische Künstlerin und Kunstvermittlerin
- Christine Putz, österreichische Skirennläuferin
- Christoph Adalbert Putz, böhmischer Bergmeister und Unternehmer
- Elias Putz (1580–1606), niederländischer Philologe, siehe Helias Putschius
- Erich Putz (* 1943), österreichischer Politiker (ÖVP)
- Erna Putz (* 1946), österreichische Theologin
- Ernst Putz (1896–1933), deutscher Politiker (KPD) und NS-Opfer
- Friedrich Putz (1895–1941), sudetendeutscher Fachlehrer, Versesammler und SA-Aktivist
- Friedrich Heinrich Putz (1876–1949), deutscher Chemiker, Fabrikant und Schriftsteller
- Gabriel Henri Putz (1859–1925), französischer General
- Georg Putz, czerninischer Hauptmann der Herrschaft Neude
- Gernot Müller-Putz (* 1973), österreichischer Ingenieur, Neurotechnologe und Hochschullehrer
- Gertraud Putz (* 1956), österreichische katholische Theologin und Hochschullehrerin
- Günter Putz (* 1950), deutscher römisch-katholischer Priester
- Gustav Putz (1900–1979), österreichischer Journalist
- Hannelore Putz (* 1973), deutsche Historikerin
- Hans Putz (1920–1990), österreichischer Schauspieler
- Hans Putz junior (1961–1979), deutscher Schauspieler
- Heinrich Putz (1846–1932), deutscher Chemiker und Hochschullehrer
- Ingmar Putz (* 1969), deutscher Fußballspieler
- István Putz (* 1955), ungarischer Sportschütze
- Johann Putz (* um 1631; † 1697), böhmischer Kommunalpolitiker
- Johann Joseph Putz (1672–1730), frühzeitlicher böhmischer Unternehmer
- Josef Putz (1884–1948), österreichischer Mühlenbesitzer und Politiker (CS)

- Joseph Franz Putz (1724–1797), böhmischer Montanunternehmer, Blaufarbenfabrikant und Ratsassessor
- Kajetan Putz (1755–1825), Bergmeister und Berggerichtssubsitut von Platten, Abertham und Gottesgab
- Karl Eduard Johannes Putz (1907–1990), deutscher Pfarrer
- Laura Isabel Putz (* 2003), deutsche Tennisspielerin
- Leo Putz (1869–1940), österreichisch-deutscher Künstler
- Ludwig Putz (1866–1947), österreichischer Kriegsmaler, Lithograf, Radierer, Grafiker und Illustrator
- Manfred Putz (1969–2015), österreichischer Handbiker
- Michael Putz (* 1946), deutscher Ausbilder im Dressurreiten und Buchautor
- Miriam Putz (* 1981), deutsche Politikerin (Bündnis 90/Die Grünen)
- Narcyz Putz (1877–1942), seliggesprochener polnischer Priester, Opfer der nationalsozialistischen Verfolgung
- Oskar Putz (Diener) (1894–1973), deutscher Leibdiener von Paul von Hindenburg
- Oskar Putz (Maler) (* 1940), österreichischer Maler und Grafiker
- Peter Putz (* 1954), österreichischer Künstler, Maler, Filmemacher und Grafiker
- Reinhard Putz (* 1942), österreichischer Mediziner
- Sebastian Putz (* 1975), deutscher Ministerialbeamter
- Ulrike Putz (* 1965), deutsche Filmproduzentin
- Walter Putz (1924–2015), deutscher Oberkellner und Sammler einer Bibliotheca Gastronomica
- Wiebke Putz-Osterloh (* 1946), deutsche Psychologin